# 大平洋金属
大平洋金属株式会社（たいへいようきんぞく、英: Pacific Metals Co., Ltd.）は、青森県八戸市に拠点を置くフェロアロイ（合金鉄）メーカー。フェロニッケル製錬の大手企業である。
社名の読みは「たいへいよう」で英文社名も「Pacific」を使うが、大平洋金属であり太平洋金属ではない。

## 概要
1949年（昭和24年）に、日曹製鋼として日本曹達より独立して発足した。1970年（昭和45年）に現社名となった。
鉄とニッケルの合金で、ステンレス鋼の原料となるフェロニッケルの専業メーカーである。フェロニッケルは鉱石を電気炉で製錬して製造されるが、その製錬過程で発生するスラグを加工した人工砂・石の製造も行う。かつてはステンレス鋼そのものの製造も行っていたが、1999年（平成11年）に撤退している。
製造拠点の八戸製造所は、青森県八戸市河原木にある。登記上の本店（東京本店と称する）は東京都千代田区大手町1丁目の大手町ビルにあるが、実質的な本社機構（八戸本社と称する）は八戸製造所と同地にある。ほかにも、大阪市と仙台市に事務所を、鉱山開発関連でフィリピン・タギッグとインドネシア・ジャカルタに海外事務所を置く。

## 沿革
- 1949年（昭和24年）12月1日 - 日本曹達株式会社の鉄鋼部門が独立し、日曹製鋼株式会社設立。
- 1952年（昭和27年）1月 - 東京証券取引所・大阪証券取引所に株式を上場。
- 1954年（昭和29年）3月 - フェロニッケルの製錬を開始。
- 1957年（昭和32年）5月 - 砂鉄銑の製銑工場として、八戸工場（現・八戸製造所）が完成。
- 1959年（昭和34年）5月 - ニッケル製錬部門を大平洋ニッケル株式会社として分離。
- 1966年（昭和41年）11月 - 八戸工場でフェロニッケルの生産を開始。
- 1966年（昭和41年）12月 - 八戸工場でステンレス鋼の生産を開始。
- 1970年（昭和45年）1月 - 日曹製鋼が大平洋ニッケルを吸収合併し、大平洋金属株式会社に商号変更。
- 1983年（昭和58年）6月 - 研削材部門を大平洋ランダム株式会社に移管。
- 1984年（昭和59年）7月 - 鋳鋼部門・鍛鋼部門・機械部門をそれぞれ大平洋特殊鋳造株式会社、大平洋製鋼株式会社、大平洋機工株式会社に移管。
- 1997年（平成9年）1月 - 株式会社大平洋エネルギーセンター設立。
- 1999年（平成11年）9月 - ステンレス鋼・その他非ニッケル部門から撤退し、フェロニッケル専業メーカーとなる。
- 2007年（平成19年）11月5日 - 八戸製造所で電気炉の爆発事故、2名死亡。
- 2009年（平成21年） - 名古屋証券取引所上場廃止。
- 2020年（令和2年）1月 - 株式会社大平洋エネルギーセンター清算。

## 主なグループ企業
- 太平洋興産株式会社
- 株式会社大平洋ガスセンター
- 株式会社パシフィックソーワ - グループ企業の製品などを扱う商社。
  - 大平洋製鋼株式会社 - パシフィックソーワ傘下で、富山市を拠点とする鍛鋼メーカー。
  - 大平洋特殊鋳造株式会社 - パシフィックソーワ傘下で、新潟県上越市を拠点とする鋳鋼メーカー。
  - 米子製鋼株式会社 - パシフィックソーワ傘下で、鳥取県米子市を拠点とする鋳鋼メーカー。
- 大平洋ランダム株式会社 - 研磨材メーカー。
- 大平洋機工株式会社 - 産業用ポンプ・ミキサーなどのメーカー。荏原製作所系。

### かつてのグループ企業
- 株式会社大平洋エネルギーセンター - 独立発電事業者 (IPP)。2000年（平成12年）7月より東北電力に電力供給開始。2020年（令和2年）1月清算。